# Nightrain
«Nightrain» (с англ. — «Ночной поезд») — песня американской хард-рок-группы Guns N' Roses и пятый сингл с их дебютного альбома Appetite for Destruction. Он достиг 93 места в чартах Billboard. Песня является данью уважения известному бренду дешёвого калифорнийского креплёного вина «Night Train Express», который был чрезвычайно популярен у группы в первые дни их существования из-за низкой цены и высокого содержания алкоголя. Заголовок пишется без буквы t и без пробела, в результате чего происходит словослияние двух слов. Песня заняла восьмое место в списке «10 лучших застольных песен» журнала Guitar World.

## Создание
Слэш описывает «Nightrain» как «гимн, который появился сам собой». Первоначальная идея песни возникла, когда Слэш и Иззи Стрэдлин написали основной рифф, сидя на полу в репетиционной комнате группы. На следующий день Слэш заболел, поэтому Стрэдлин заканчивал писать музыку с Даффом Маккаганом. Однако они не написали текстов. Песня оставалась незавершенной до той ночи, когда группа шла по Палм-авеню, распивая бутылку Night Train. Кто-то крикнул: «Я еду на ночном поезде!» и вся группа присоединилась к нему, а Эксл Роуз импровизировал между этими криками: «Снизу вверх!» «Наполни мою чашку!» и т. д. После этого вдохновения группа закончила песню в течение дня. Согласно автобиографии Пола Стэнли из Kiss, предприпев песни был на самом деле припевом, пока Роуз не дал Стэнли послушать демо-версию песни и тот не посоветовал ему наоборот использовать припев в качестве предприпева.
Первую половину первого гитарного соло и гитарное вступление исполняет Иззи Стрэдлин, а все остальные партии соло-гитары исполняет Слэш.

## Концертные исполнения
«Nightrain» часто исполняется на концертах Guns N' Roses. В более ранних выступлениях его обычно играли в начале сета. Во время тура в поддержку Chinese Democracy она обычно исполнялась как последняя песня перед выходом на бис или уже во время выхода на бис. На некоторых концертах в конце 2006 года Иззи Стрэдлин, тогда уже бывший участник Guns N 'Roses, присоединился к группе для исполнения «Nightrain» и других песен.
Слэш описывает в своей автобиографии, что «Nightrain» — его любимая песня для исполнения вживую: «У этой песни есть ритм в куплетах, который с самого начала всегда сводил меня с ума. Когда мы впервые играли её, я даже начинал прыгать вверх и вниз — я ничего не мог с собой поделать. Позже, когда у нас была огромная сцена, я бегал по ней, прыгал с усилителей и мне сносило голову почти каждый раз, когда мы на её играли. Я не совсем понимаю почему, но ни одна другая песня, которую мы когда-либо исполняли вживую, не заставляла меня так двигаться».

## Список композиций
Слова и музыка всех песен — Guns N' Roses за исключением указанных.
| №  | Название                           | Автор(ы)                  | Длительность |
| -- | ---------------------------------- | ------------------------- | ------------ |
| 1. | «Nightrain» (альбомная версия)     |                           |              |
| 2. | «Reckless Life» (альбомная версия) | Guns N' Roses, Крис Уэбер |              |

| №  | Название                                                              | Автор(ы)             | Длительность |
| -- | --------------------------------------------------------------------- | -------------------- | ------------ |
| 1. | «Nightrain» (альбомная версия)                                        |                      |              |
| 2. | «Reckless Life» (альбомная версия)                                    | Guns N' Roses, Уэбер |              |
| 3. | «Knocking on Heaven's Door» (концертная запись, кавер на Боба Дилана) | Боб Дилан            |              |

## Участники записи
- Эксл Роуз — вокал
- Слэш — соло-гитара
- Иззи Стрэдлин — ритм-гитара, бэк-вокал
- Дафф МакКаган — бас-гитара, бэк-вокал
- Стивен Адлер — ударные

## Чарты
| Чарт (1989)                        | Высшая позиция |
| ---------------------------------- | -------------- |
| Бельгия/Фландрия (Ultratop 50)     | 39             |
| Ирландия (IRMA)                    | 2              |
| Новая Зеландия (Recorded Music NZ) | 21             |
| Великобритания (OCC UK Singles)    | 17             |
| США (Billboard Hot 100)            | 93             |
| США (Billboard Mainstream Rock)    | 26             |